# Bluewater (Arizona)
Bluewater é uma Região censo-designada localizada no estado americano de Arizona, no Condado de La Paz.

## Demografia
Segundo o censo americano de 2000, a sua população era de 730 habitantes.

## Geografia
De acordo com o United States Census Bureau tem uma área de 
6,1 km², dos quais 5,3 km² cobertos por terra e 0,8 km² cobertos por água.

## Localidades na vizinhança
O diagrama seguinte representa as localidades num raio de 40 km ao redor de Bluewater. 